# رسول فروغی
رسول فروغی (زاده ۱۳ آبان ۱۳۵۰، سرآب) کمک‌داور ایرانی فوتبال است.
وی در سال ۱۳۶۹ داوری را شروع کرده و در سال ۲۰۰۴ وارد لیست فیفا شده‌است. وی سابقه قضاوت در فینال جام باشگاهای آسیا در سال ۲۰۰۴ را دارد، ۵۰ قضاوت بین‌المللی از جمله فینال لیگ قهرمانان آسیا ۲۰۰۴ در کارنامه این داور دیده می‌شود.
فروغی در تاریخ ۱۰ دی ۱۳۹۴ در خلال مسابقه بین تیم‌های پرسپولیس و استقلال خوزستان از دنیای داوری خداحافظی کرد.